# Geolycosa albimarginata
Geolycosa albimarginata este o specie de păianjeni din genul Geolycosa, familia Lycosidae. A fost descrisă pentru prima dată de Badcock în anul 1932.
Este endemică în Paraguay. Conform Catalogue of Life specia Geolycosa albimarginata nu are subspecii cunoscute.